# Mine d'or de Toi
La mine d'or de Toi (土肥金山) était une importante mine d'or du Japon, située dans la ville de Toi à l'Ouest de la péninsule d'Izu dans la préfecture de Shizuoka.

## Histoire

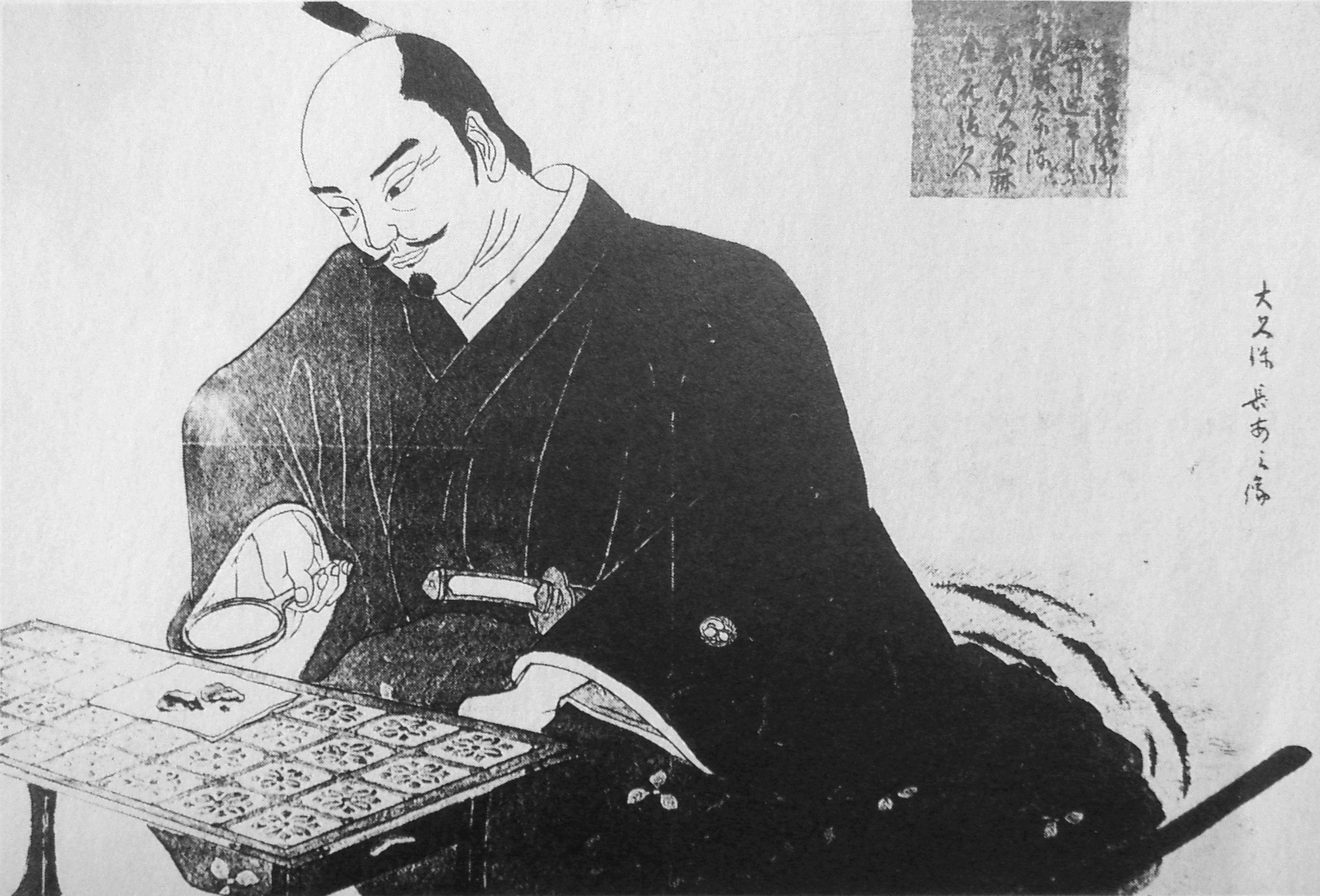
Le ministre des mines d'or Okubo chargé de l'exploitation de Toi.

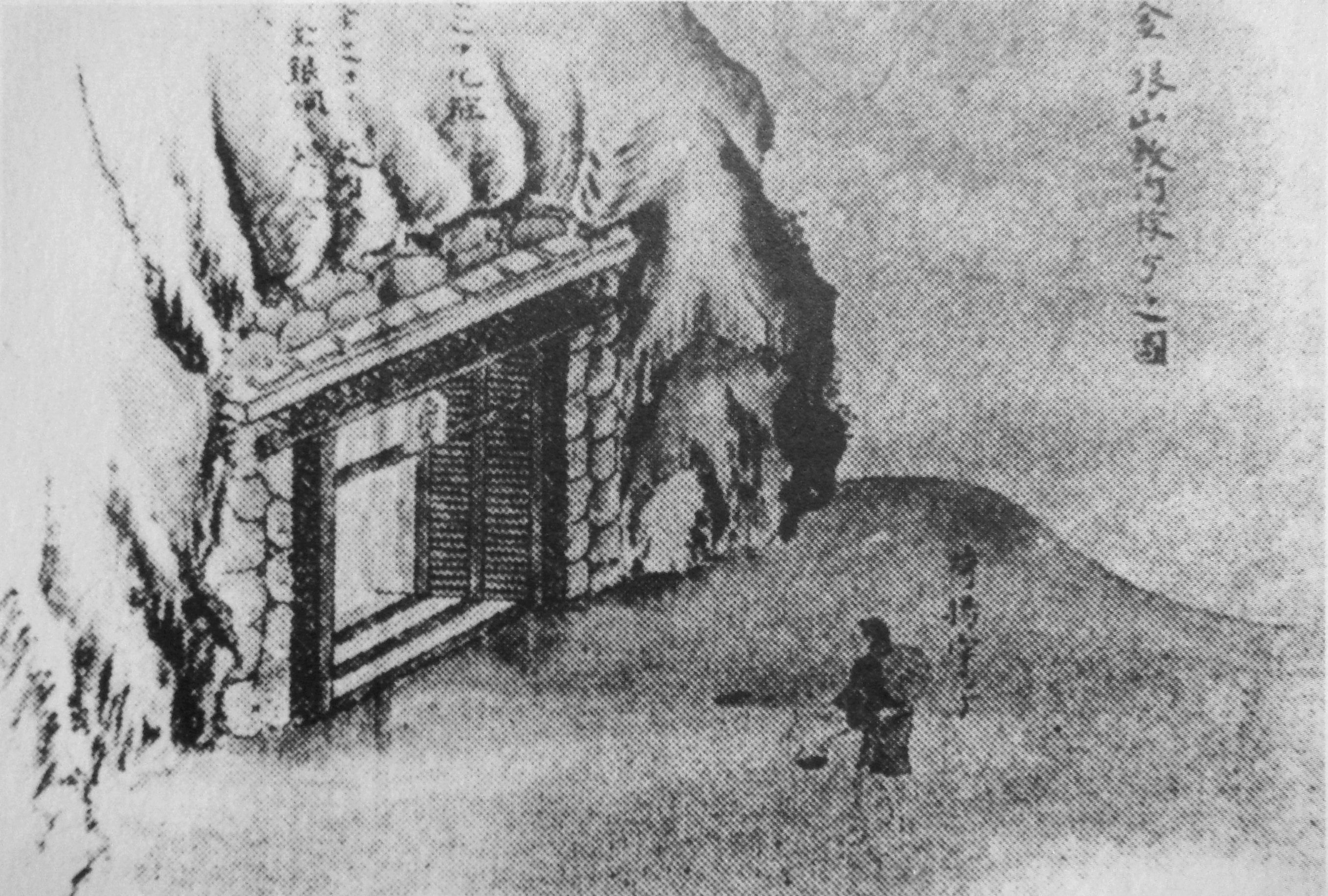
Extraction de la mine d'or de Toi au XVII.

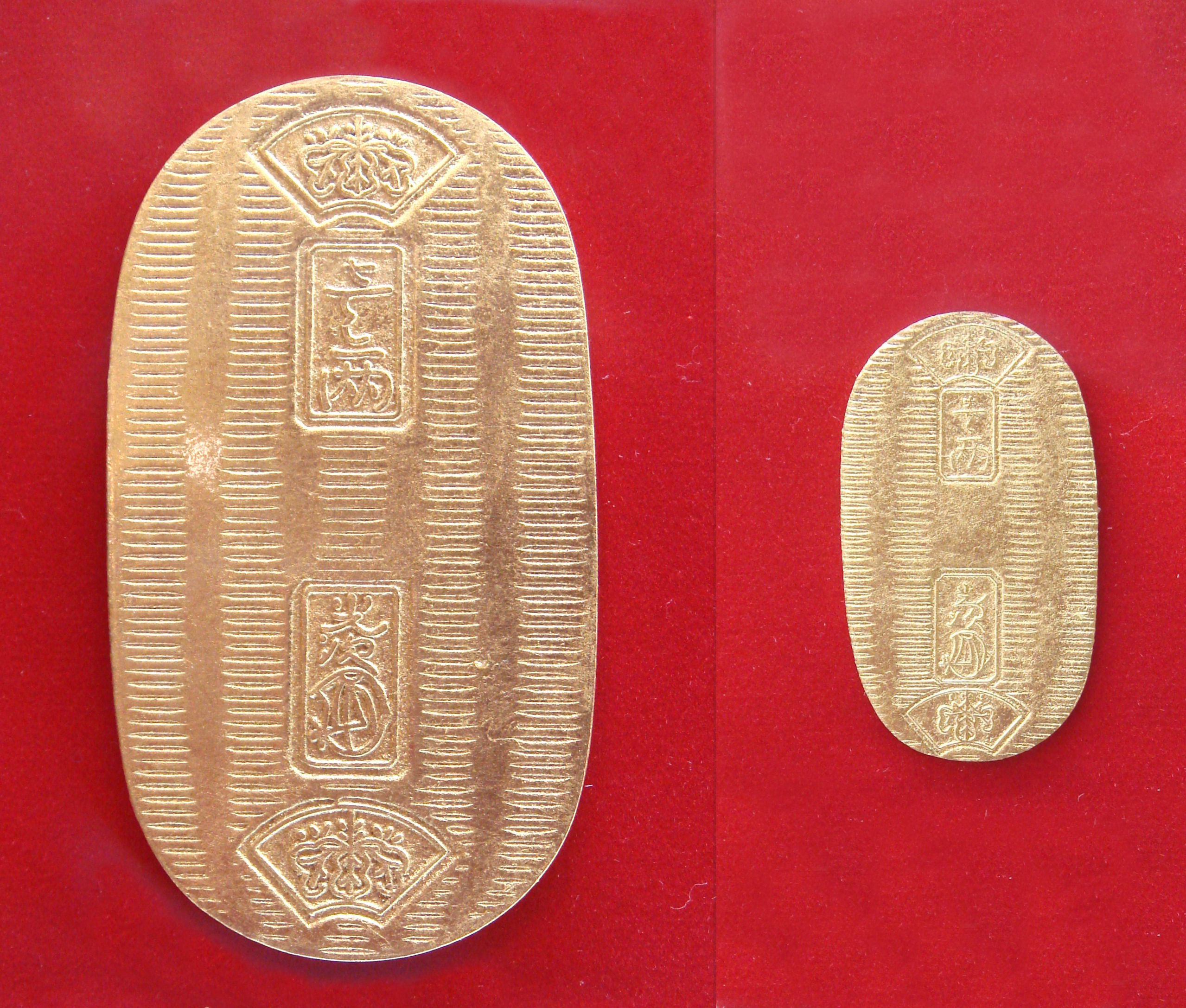
Le système monétaire Tokugawa dépendait en partie du rendement de la mine d'or de Toi.

On dit que[Qui ?] l'extraction de l'or à petite échelle a commencé aux environs de 1370 au cours de la période Muromachi. La mine d'or a été exploitée à grande échelle à l'époque de Tokugawa Ieyasu vers la fin du XVIe siècle. Plusieurs mines étaient en activité en 1577, mais Tokugawa Ieyasu a essayé de les développer dès 1601. Il a mis l'exploitation de la mine sous la responsabilité du ministre des mines d'or (金山奉行), Ōkubo.
Toi était l'une des mines d'or de la péninsule d'Izu, avec Yugashima ou Nawaji, pour un total d'environ 60 mines d'or. L'or et l'argent produits par ces mines ont permis la production des pièces de monnaie du système monétaire Tokugawa, et ont contribué à la prospérité des Tokugawa. La ville de Toi elle-même est devenue très prospère, avec de nombreux commerces pour les ouvriers et les administrateurs de la mine d'or, de sorte que Toi est devenu connue sous le surnom de « Toi Sengen » (土肥千軒, « Toi des 1 000 magasins »).
La mine est devenue moins productive à la suite d'une inondation. Des ouvriers sont morts en raison des infiltrations des vapeurs de sources thermales environnantes, et de la teneur de l'air pauvre en oxygène, menant à l'installation de pompes à eau et de ventilateurs à intervalles réguliers.
En 1917, de l'or a été de nouveau découvert dans la mine, et l'exploitation a continué avec la compagnie Toi Kinzan KK. En 1931, la mine est entrée dans le groupe Sumitomo, puis dans le groupe Toi Kōgyō KK en 1942. La mine a été finalement fermée en 1965 et sur son site, le Musée de l'or de Toi a ouvert ses portes en 1972 pour faire découvrir aux touristes l'histoire de l'exploitation de l'or au Japon.

## Caractéristiques
Toi était la deuxième mine d'or la plus productive du Japon, après la mine d'or de Sado dans préfecture de Niigata. Au cours de sa période d'exploitation, elle a produit au total 40 tonnes d'or et 400 tonnes d'argent, tandis que Sado a produit pas moins de 80 tonnes d'or. Une tonne de roche produisait en moyenne 5 à 10 grammes d'or, bien que 30 grammes de minerai étaient communs, et certaines roches ont produit pas moins de 600 g d'or par tonne.

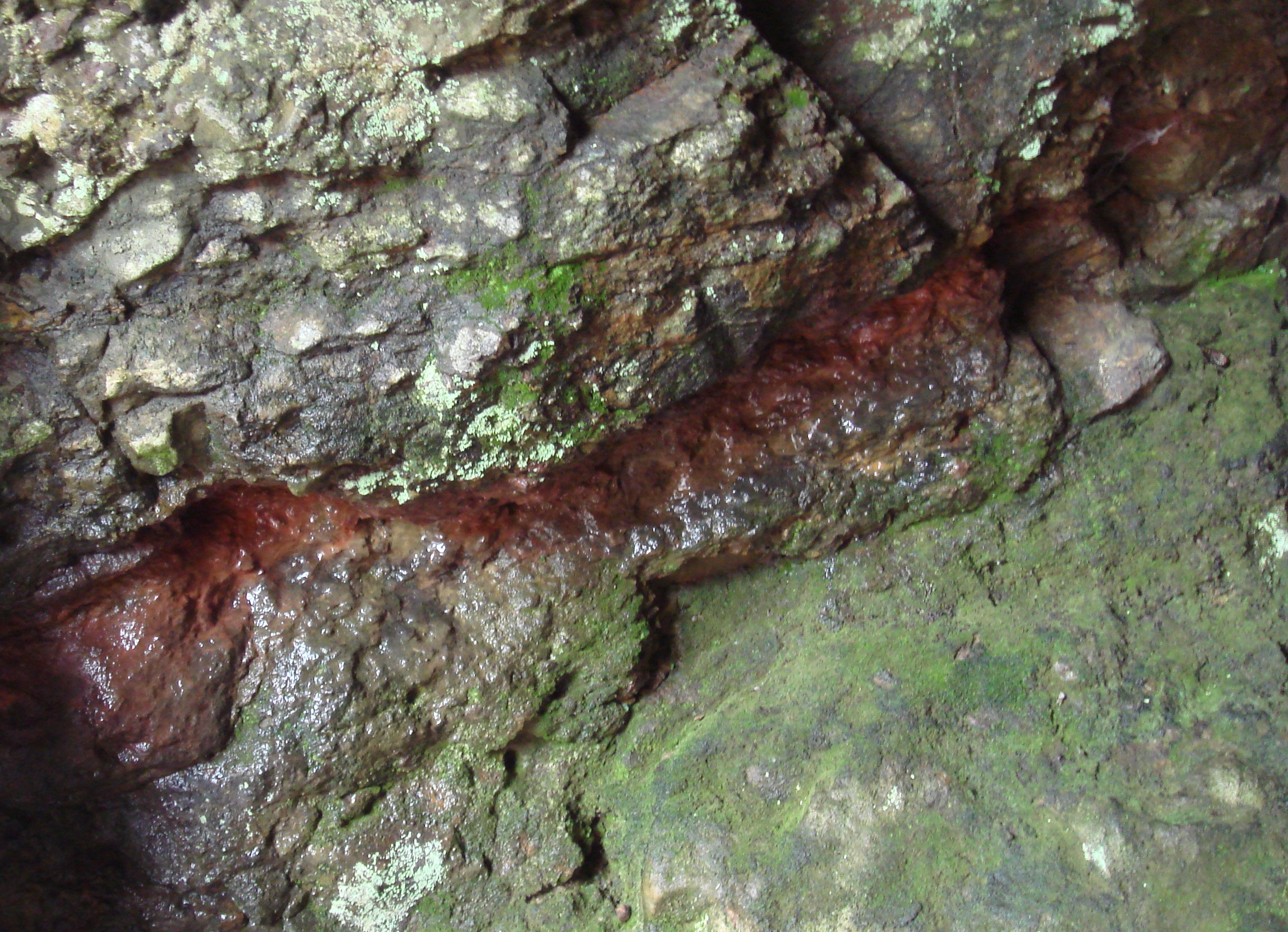
Veine d'or (en marron).
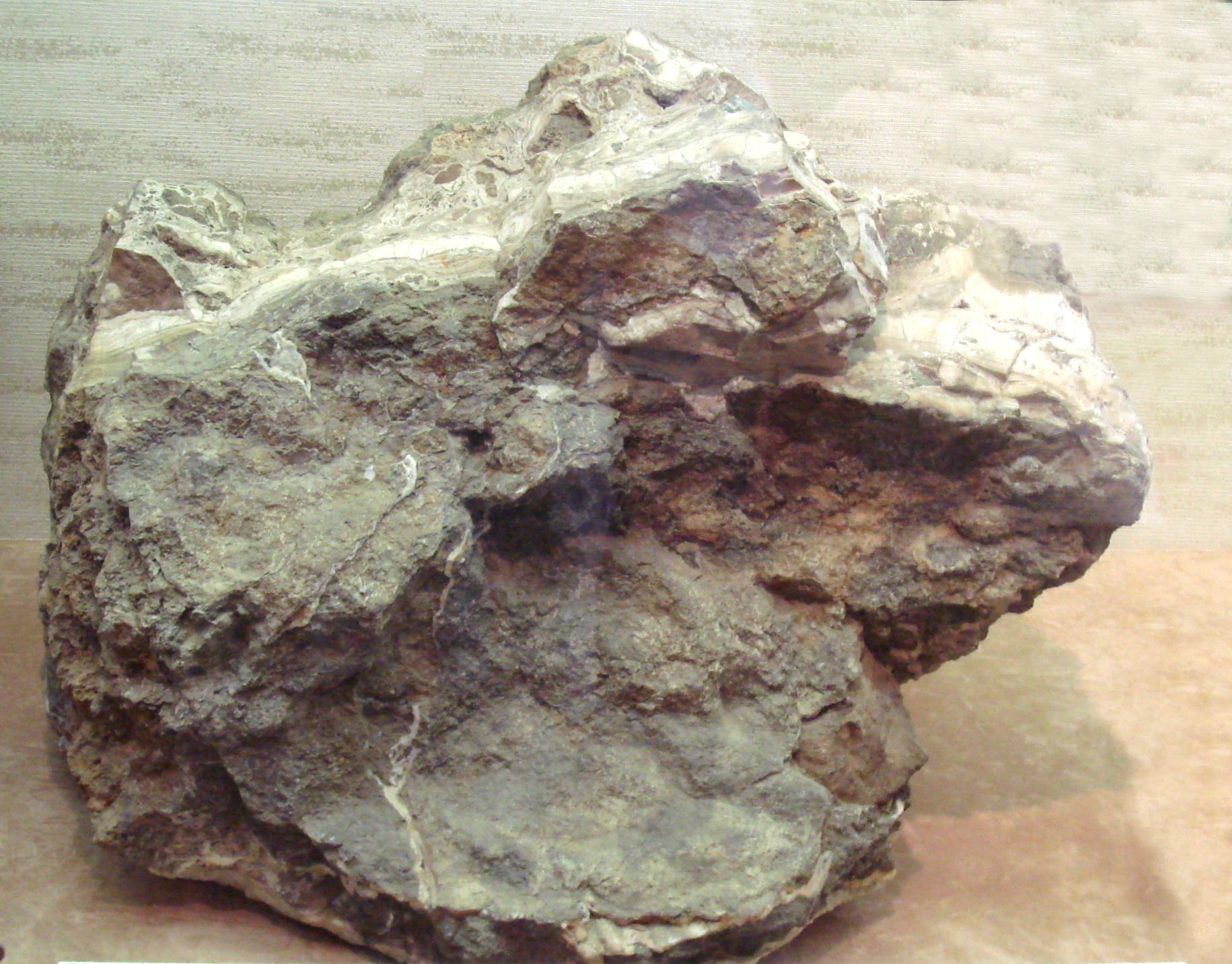
Échantillon riche de roche de Toi (0.6 kilogramme d'or et 7.2 kilogrammes d'argent pour 1 tonne de roche).
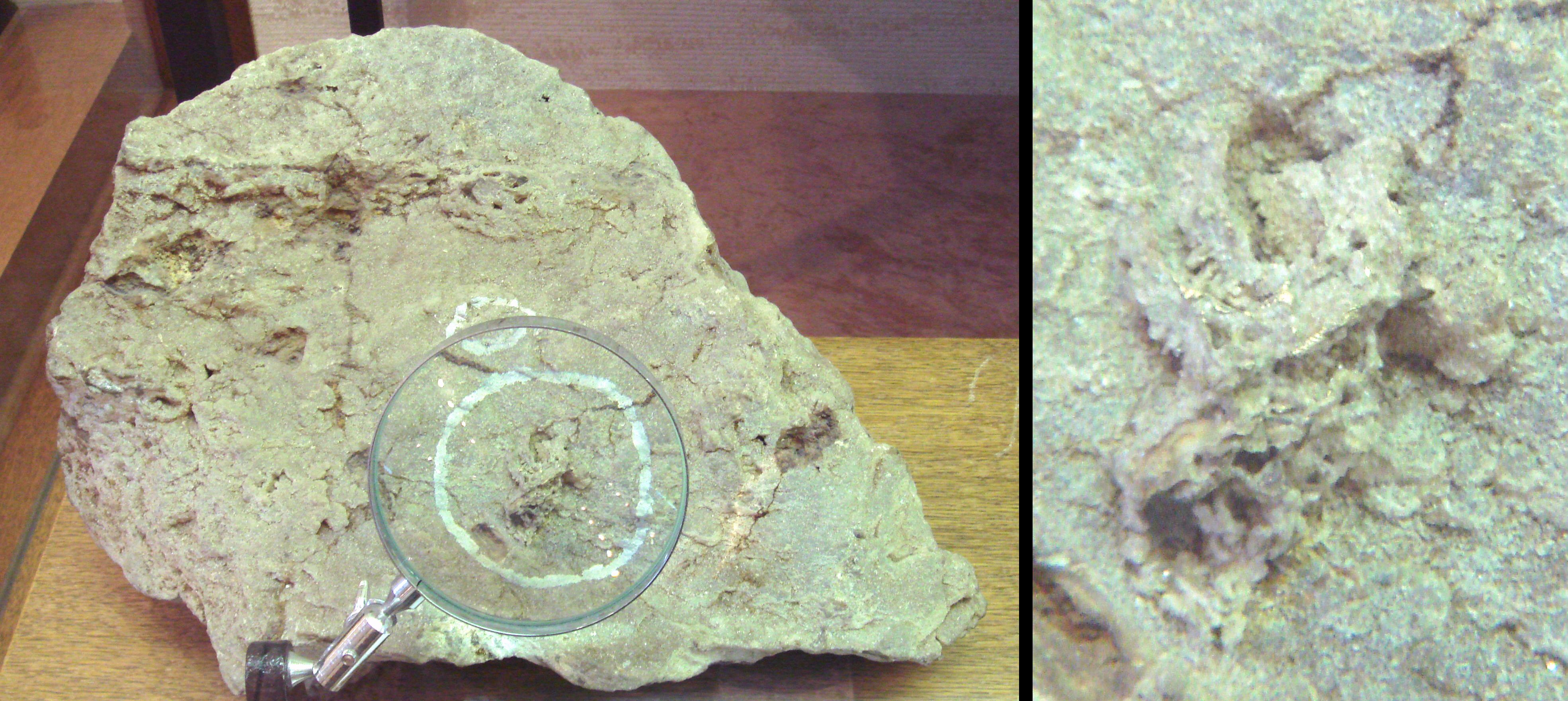
Roche de Toi avec éclats d'or.
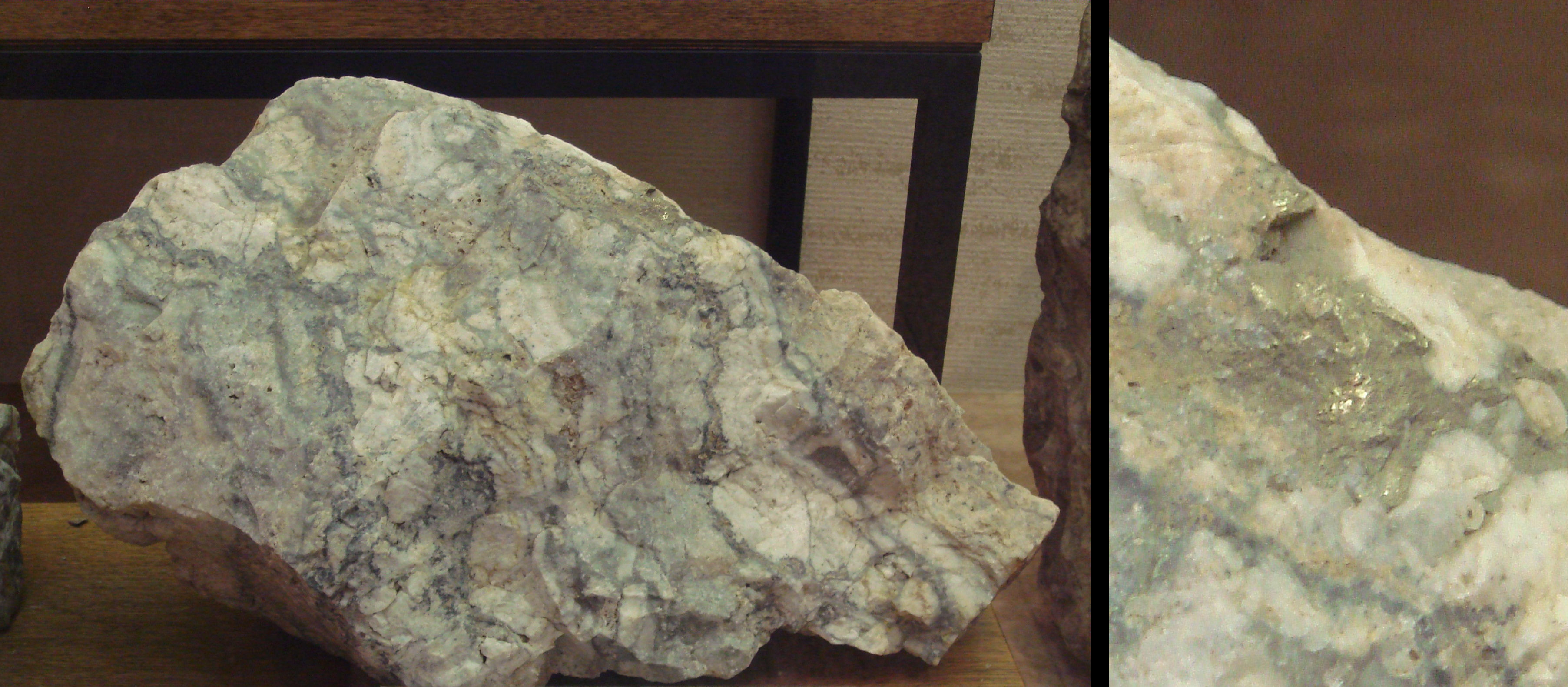
Minerai de Toi avec éclats d'or (30g d'or et 250g d'argent par tonne).

## Galeries
Les galeries de la mine mesurent environ 100 kilomètres de long, sur une surface de 37 hectares, et s'enfoncent jusqu'à 180 mètres sous le niveau de la mer. Le secteur ouvert aux touristes est d'environ 350 m de long, et descend jusqu'à 150 m dans la montagne.

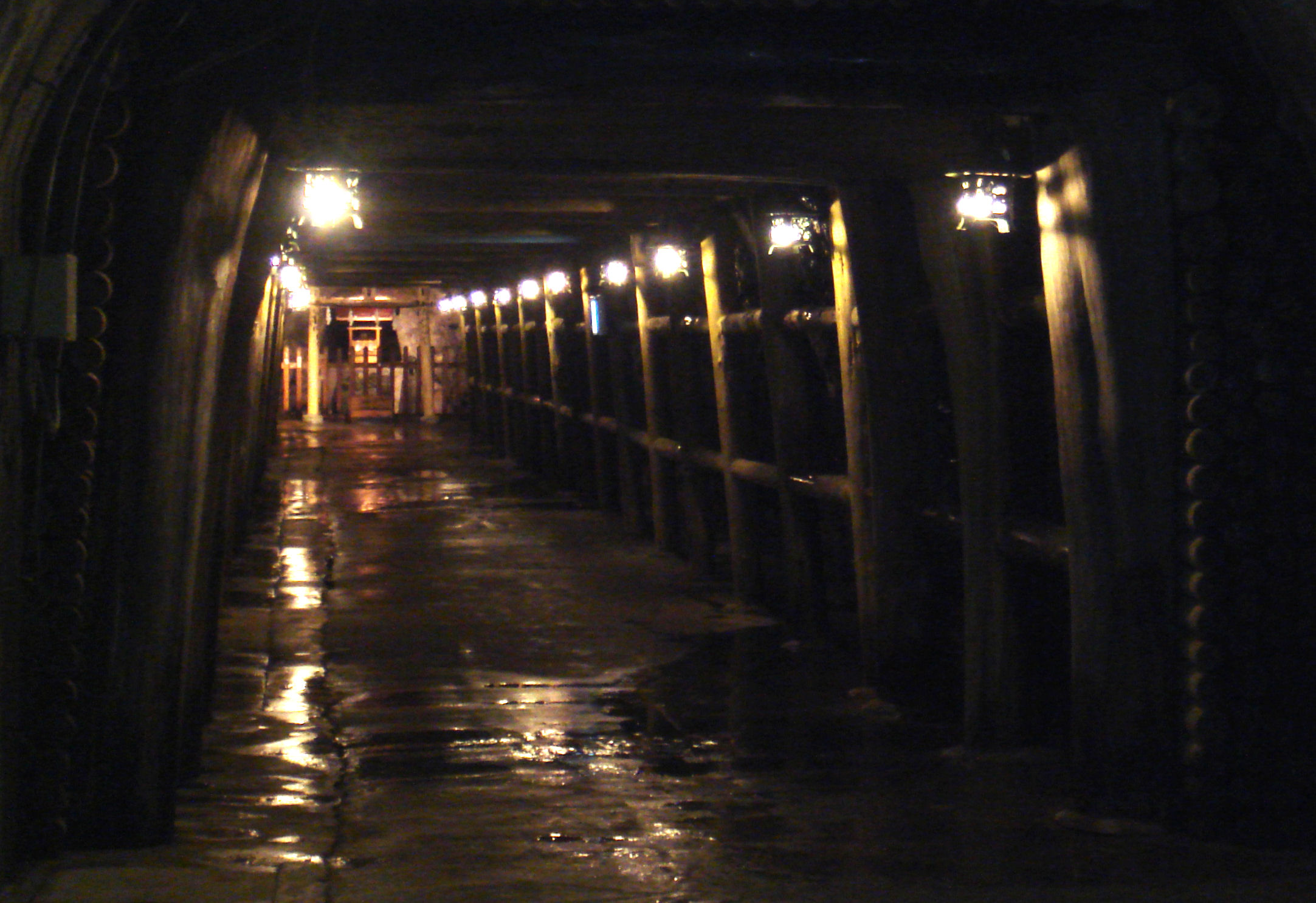
Galerie centrale.
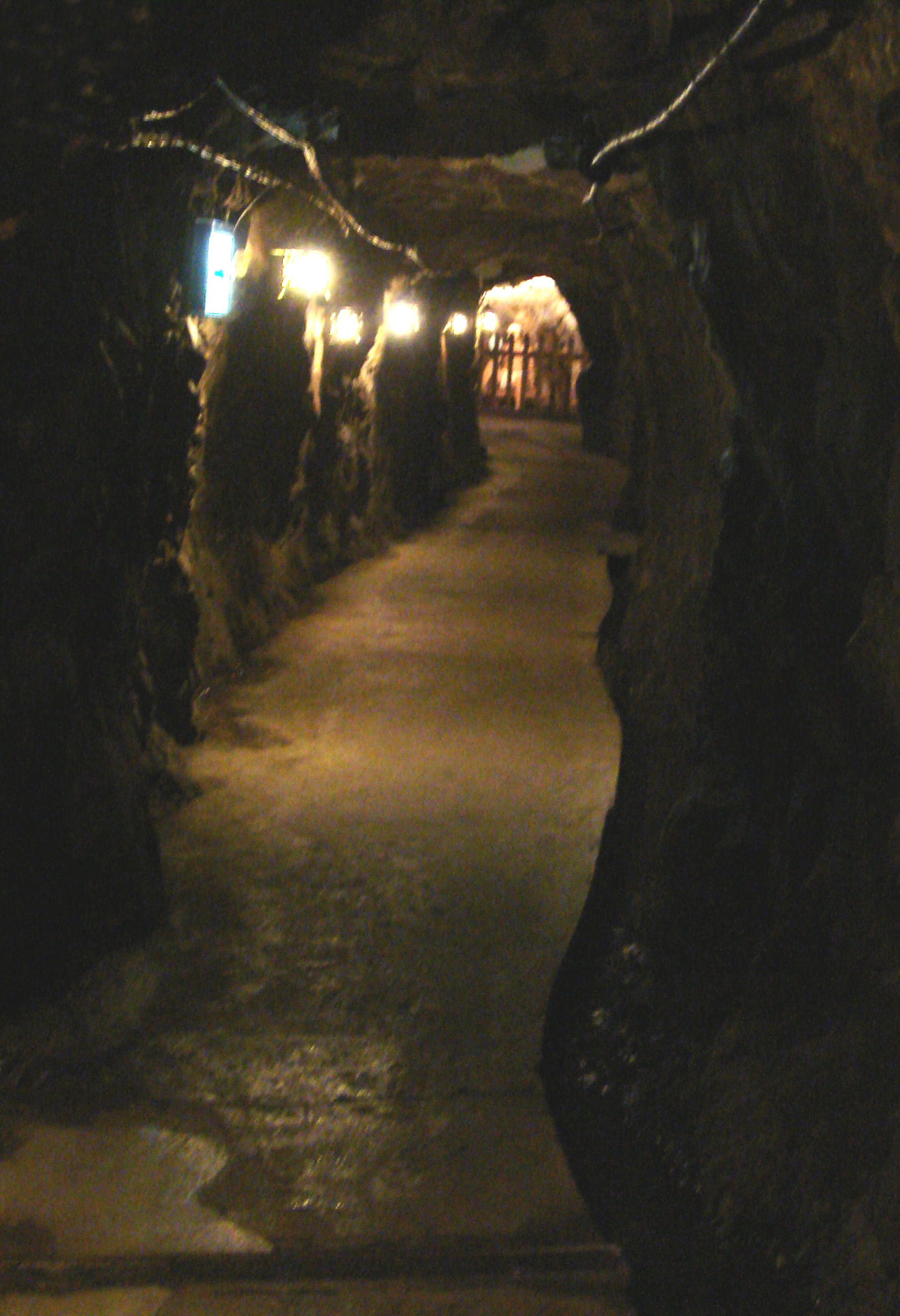
Une galerie secondaire dans la mine d'or de Toi.
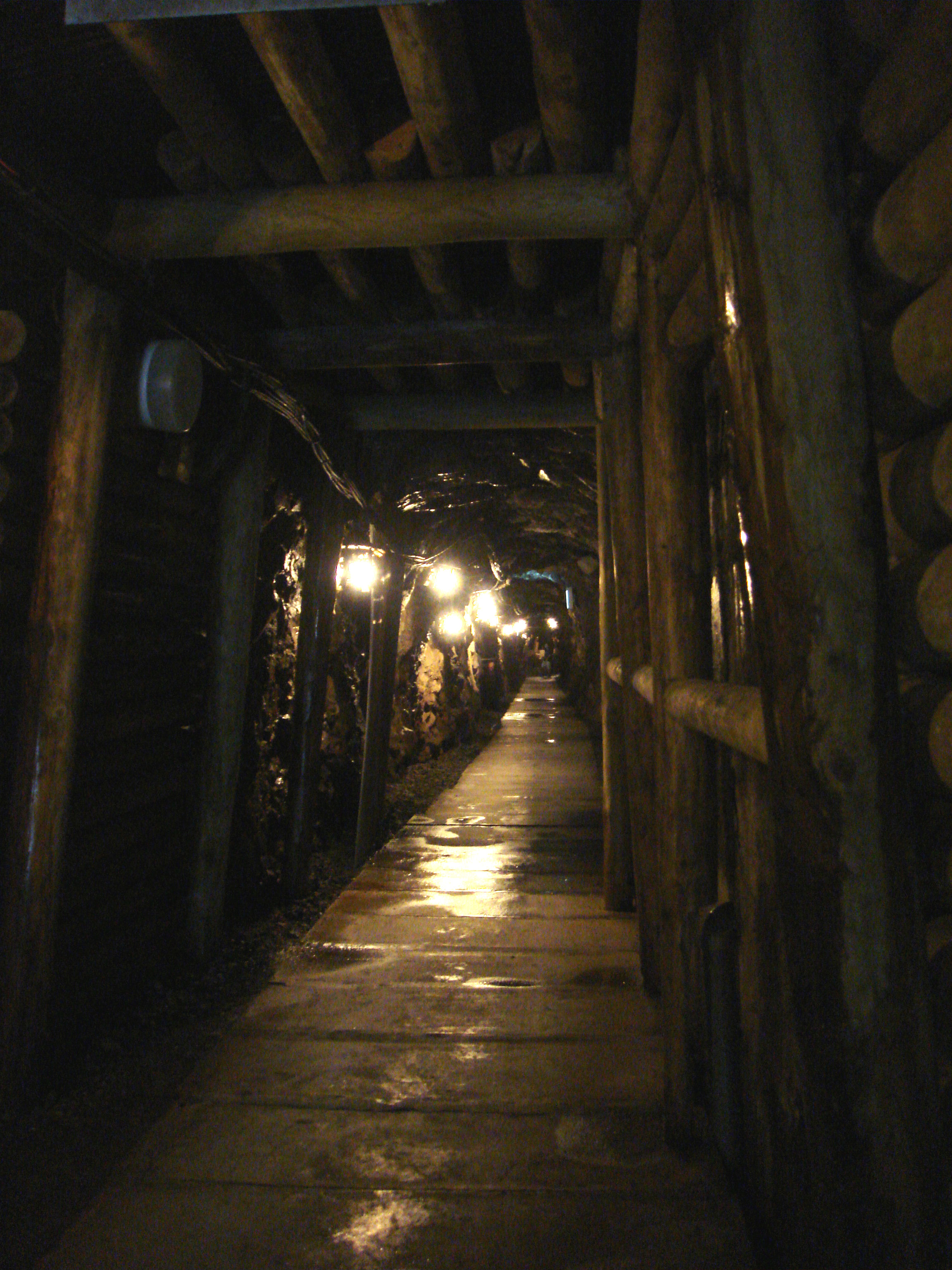
Galerie avec des poutres en bois.
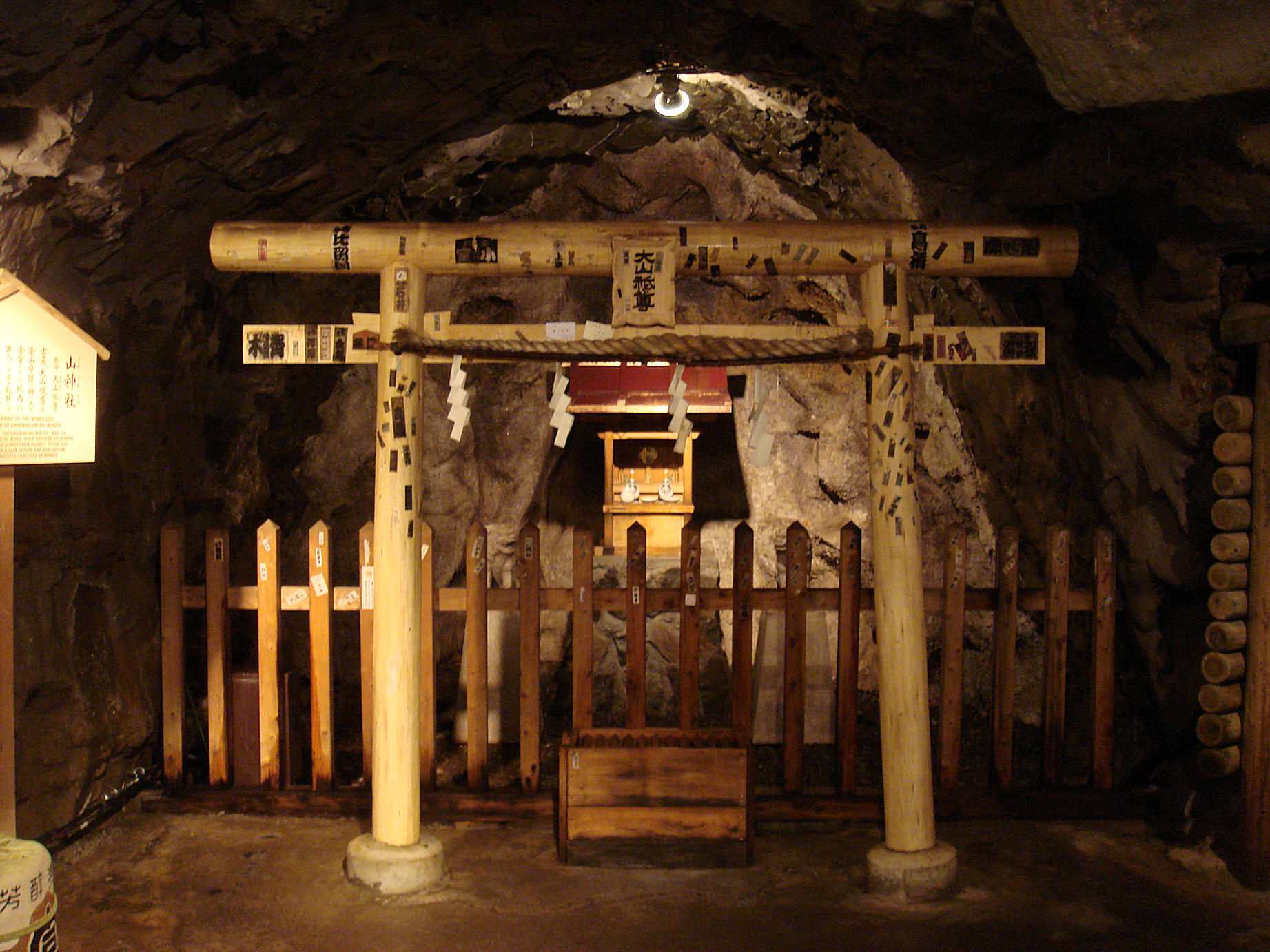
Torii dédié aux dieux de la mine (山神社) à l'intérieur des galeries.
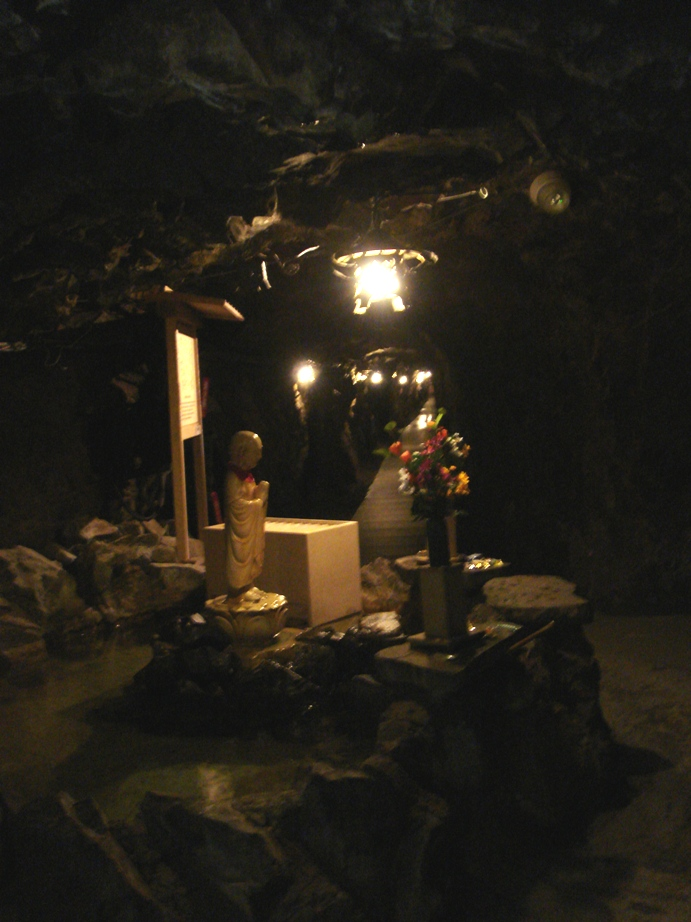
Autel avec une statuette de Jizo

## Postérité

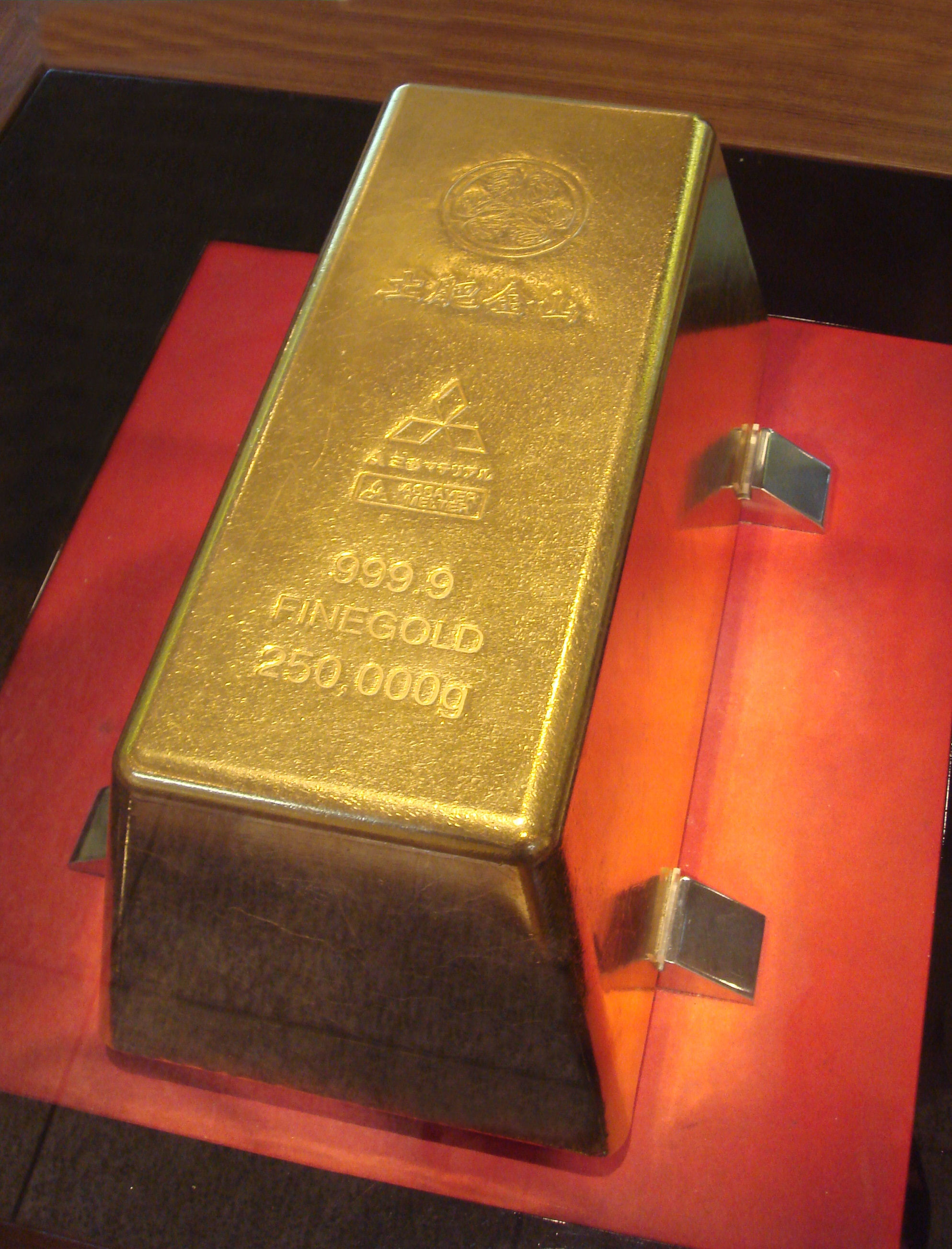
Le plus gros lingot d'or du monde, de 250 kg, peut être vu - et touché - au musée de l'or de Toi.

La mine est maintenant partiellement ouverte aux visiteurs, et est devenue une attraction touristique. Un « tombeau des dieux de la mine » (山神社) est visible à l'intérieur des galeries.
Le musée de l'or de Toi (土肥黄金館) a également été construit tout près. Il décrit l'histoire de la mine et l'extraction de l'or au Japon. Le musée est connu pour accueillir le plus gros lingot d'or du monde, pesant 250 kilogrammes, et représentant une valeur d'environ 7 millions de dollars en 2009. La barre a obtenu un certificat officiel de record pour « Le plus gros lingot d'or pur manufacturé » :
« Le plus gros lingot d'or pur manufacturé pèse 250 kilogrammes (551 150 livres) et a été fait par Mitsubishi Materials Corporation le 11 juin 2005 à la fonderie et raffinerie de Naoshima, préfecture de Kagawa au Japon ».
- Certificat de records du monde Guinness.

## Source de la traduction
- (en) Cet article est partiellement ou en totalité issu de l’article de Wikipédia en anglais intitulé « Toi gold mine » (voir la liste des auteurs).